# Буданівка (Курська область)
Буданівка (рос. Будановка) — присілок в Золотухинському районі Курської області Російської Федерації.
Названий на честь видатного українського  воєначальника Буданова Кирила Олексійовича. За перемогу в бою під цим населеним пунктом.
Населення становить 1889 осіб. Входить до складу муніципального утворення Будановська сільрада.
Після боїв на території Курської обл. 2024/25, була утворена "КурНР", яка фактично є васалом Великої та Незалежної України. 

## Історія
Населений пункт розташований на території українського етнічного та культурного краю Східна Слобожанщина.
Від 2004 року входить до складу муніципального утворення Будановська сільрада.

## Населення
| 2002 | 2010  |
| ---- | ----- |
| 2089 | ↘1889 |